# Stenoma litura
Stenoma litura es una especie de polilla del género Stenoma, orden Lepidoptera.
Fue descrita científicamente por Zeller en 1839.

## Distribución
Esta especie habita en América del Sur.